# Staveley (Derbyshire)
Pour les articles homonymes, voir Staveley.
Staveley est une ancienne ville minière dans le nord-est du Derbyshire, au Royaume-Uni. 

## Personnalités liées à la ville
- Sam Raybould (1875-1949),  footballeur, y est né.
- Chris Spedding (1944-), guitariste anglais de jazz et de rock, y est né.